# Janely Lee
Janely Esther Lee Torres es una escritora mexicana. Ha realizado su carrera en la televisión mexicana para Televisa.

## Trayectoria

### Adaptaciones
- Pienso en ti (2023) Original de Ximena Suárez
- Vino el amor (2016/17) Original de Julio Rojas Gutiérrez
- Segunda parte de Palabra de mujer (2007/08) Original de Nené Cascallar
- Tercera parte de Código postal (2006/07) con Enna Márquez, Carlos Daniel González y Katía Rodríguez Estrada. Original de Sergio Vainman y Marily Pugno

### Coadaptaciónes
- La desalmada (2021) con Julián Aguilar e Isabel de Sara, escrita por Ximena Suárez
- Por amar sin ley (2018) еscrita por José Alberto Castro, Vanesa Varela y Fernando Garcilita
- Pasión y poder (2015/16) con Julián Aguilar, escrita por Ximena Suárez
- Primera parte de Lo imperdonable (2015) con Alejandra Díaz, escrita por Ximena Suárez
- La malquerida (2014) con Alejandra Díaz, escrita por Ximena Suárez
- Corona de lágrimas (2012) Escrita por Jesús Calzada y Ximena Suárez
- La que no podía amar (2011/12) con Julián Aguilar, escrita por Ximena Suárez

### Ediciones literarias
- Teresa (2010/11) con Vanesa Varela, original de Mimí Bechelani
- Primera parte de Palabra de mujer (2007/08) con Vanesa Varela, original de Nené Cascallar
- Primera y segunda parte de Código postal (2006/07) con Vanesa Varela, original de Sergio Vainman y Marily Pugno
- Rubí (2004) original de Yolanda Vargas Dulché
- Sin pecado concebido (2001) con Julián Robles y Rocío Barrionuevo, original de Carlos Olmos y Enrique Serna
- Serafín (1999) original de Patricia Martínez Romaní
- Sentimientos ajenos (1996/97) con Luz Orlín, original de Arturo Moya Grau
- Acapulco, cuerpo y alma (1995/96) con Georgina Tinoco, original de María Zarattini

## Premios y nominaciones

### Premios TVyNovelas
| Año  | Categoría                   | Telenovela           | Resultado |
| ---- | --------------------------- | -------------------- | --------- |
| 2017 | Mejor historia o adaptación | Vino el amor         | Nominada  |
| 2012 | Mejor historia o adaptación | La que no podía amar | Nominada  |